# متحف جنين للتراث الشعبي
متحف جنين للتراث الشعبي متحف فلسطيني يقع بالقرية السياحية جنوب شرق مدينة جنين. يعتبر الأول من نوعه في فلسطين، وهو يجسد جانبا من تاريخ فلسطين منذ العهدة العمرية وحتى عودة الرئيس ياسر عرفات إلى فلسطين. ويتكون المتحف من عدة أقسام رئيسية مثل البيت القروي والبيت المدني وقسم زهرة المدائن الخاص بمدينة القدس وتراثها الشعبي، وغيرها. تم تأسيس هذا المتحف عام 2009 إلى جانب الكثير من المرافق السياحية والثقافية التابعة لقرية حدّاد السياحية في المدينة. ويؤمل منه أن يكون نقطة جذب بارزة للسياح الأجانب في محافظة جنين والضفة الغربية بشكل عام.

## الفكرة
جاءت فكرة إقامة هذا المتحف، انطلاقا من أن الفلكلور والتراث الشعبي يشكلان أحد أهم عناصر الهوية الوطنية، إضافة إلى حرصه على المساهمة في تنشيط السياحة الداخلية، خصوصا في منطقة شمال الضفة وتحديدا محافظة جنين التي تزخر بالمواقع الأثرية والسياحية التي بالإمكان استغلالها لتنشيط الحياة السياحية.

## أقسام المتحف
تم تقسيم المتحف إلى عدة أقسام يمثل كل واحد منها آحد اوجه التراث ضمن متحف يعتبر الأول من نوعه من حيث تجسيد الشخصيات والأحداث والتاريخ والقادة والحياة المعيشية وطرقها وأدواتها وحرفها.
ويشتمل هذا المتحف على ما يعرف بـ «البيت الفلسطيني القروي» من حيث طريقة تقسيم البيت، وطرق اعداد الطعام وكيفية اعداد الجبنة والزبدة وغيرها من المواد المصنعة منزلياً، والحظيرة، والحيوانات البيتية، والطابون وتصليح الملابس، فيما يتكون البيت الفلسطيني المدني من الغرف الأساسية وهي الحرملك الذي يستخدم للنساء، والسلملك الذي يستخدم للرجال، والسهرة، ولعبة الشدة، وهو يتألف من طابقين العلوي المصنوع من خشب ويسمى الروزنا، ويخصص لسكن الأبناء من العرسان، والأرضي المخصص لاستخدام العائلة.
وعلى مقربة من البيت المدني، تم تخصيص جناحا خاصا بالتعليم عند الشيوخ والذي اصطلح على تسميته بـ «الكتاب»، ويضم أدوات التدريس القديمة، وطريقة تقديم الطلبة للطعام والهدايا للشيخ المعلم مقابل أجرة التعليم.

## وصلات خارجية
- المركز الفلسطيني للتوثيق والمعلومات